# Aluplast
Die Aluplast GmbH (Eigenschreibweise aluplast) ist ein Systemhersteller für Kunststofffenster und produziert Kunststoffprofile für Fenster und Türen. Das familiengeführte Unternehmen mit Hauptsitz in Karlsruhe ist international mit Vertriebs- und Produktionsstätten vertreten. Aluplast beschäftigt mehr als 1650 Mitarbeiter, davon über 600 in Deutschland.

## Geschichte
Manfred Jürgen Seitz gründete im Dezember 1982 per Management-Buy-out die Aluplast GmbH in Ettlingen. Heute befindet sich der Sitz des Unternehmens in Karlsruhe; es wird mittlerweile von seinen Söhnen Dirk Seitz und Patrick Seitz geleitet.
Im Jahr 1991 gründet das Unternehmen die erste ausländische Tochtergesellschaft, die Vertriebsniederlassung Aluplast Ibérica S.L.U. in Spanien (Bilbao). Heute verfügt die Gruppe über weltweit 24 Produktions- und Vertriebsniederlassungen.